# Imparando con Hello Kitty
Imparando con Hello Kitty (ハローキティといっしょ?, Hello Kitty to issho) è una serie anime prodotta dalla Sanrio, in 16 episodi da 10 minuti ciascuno, per il mercato home video giapponese dal 1994 nel formato VHS. La serie è stata realizzata per i bambini in età prescolare ed è a sfondo educativo.
In Italia l'anime, distribuito dalla Dynit in DVD, è stata trasmessa sul canale satellitare DeA Kids a partire dall'agosto 2010. La serie è andata in onda per la prima volta in chiaro su Ka-Boom dal 23 settembre 2013 con doppi episodi.

## Trama
Kitty e Mimmy imparano dai loro genitori alcune nozioni base per diventare grandi attraverso l'istruzione e l'educazione.

## Computer grafica
Sin dalle prime pubblicazioni, c'è alla fine di ogni episodio una sequenza di quasi 1 minuto dove si vedono i personaggi realizzati in 3D, anche le sigle di apertura e chiusura sono realizzate con la stessa tecnica. Questa è stata la prima volta che Sanrio ha introdotto in un cartone animato di Hello Kitty la computer grafica: le animazioni sono elementari e di discreta qualità, considerando l'epoca in cui è stata realizzata. Tuttavia questa serie ha gettato le basi per la realizzazione di Le avventure di Hello Kitty.

## Personaggi
- Kitty
- Mimmy
- Mamma Mary
- Papà George
- Ketty
- Fify
- Tracy
- Jody

## Episodi
| Nº | Titolo italiano Giapponese 「Kanji」 - Rōmaji                            | In onda          | In onda |
| Nº | Titolo italiano Giapponese 「Kanji」 - Rōmaji                            | Giapponese       |         |
| 1  | Facciamo subito la nanna! 「ひとりでおやすみ」 - hitori de oyasumi       | 21 febbraio 1994 |         |
| 2  | Mi scappa la pipì! 「トイレにいけるよ」 - toire ni ikeruyo               | -                |         |
| 3  | Mangiamo di tutto! 「なんでもたべよう」 - nande mo tabeyou               | -                |         |
| 4  | Laviamoci i dentini! 「はみがきしようね」 - hami ga kishi you ne         | -                |         |
| 5  | Quanto mi piace fare il bagno 「だいすきおふろ」 - daisuki ofuro         | -                |         |
| 6  | Ci cambiamo da sole 「ひとりできがえ」 - hitori de kigae                 | -                |         |
| 7  | Metto a posto tutto io 「おかたづけできる」 - okatazuke dekiru           | -                |         |
| 8  | Impariamo le buone maniere! 「きちんとおへんじ」 - ochin to ohenji       | -                |         |
| 9  | Aiutare è divertente 「たのしいおてつだい」 - tanoshii otetsudai         | -                |         |
| 10 | Parliamo con i grandi 「けんきにあいさつ」 - kenki ni aisatsu            | -                |         |
| 11 | Pronto chi parla? 「でんわでおはなし」 - denwa de ohanashi               | -                |         |
| 12 | Giochiamo insieme da buoni amici 「なかよくあそぼう」 - naka yoku asobou | -                |         |
| 13 | Sicurezza stradale 「こうつうあんぜん」 - koutsuu anzen                  | -                |         |
| 14 | Che pazienza! 「がまんできるよ」 - gaman dekiruyo                        | -                |         |
| 15 | So chiedere scusa 「ごめんねいえる」 - gomenne ieru                      | -                |         |
| 16 | Mangiamo educatamente! 「きちんとしょくじ」 - kichin to shokuji          | 21 ottobre 1998  |         |

## Sigla italiana
La sigla: Imparando con Hello Kitty è stata realizzata da Paolo Carnevali (testi e musica); è cantata da Angela Di Vincenzo.